# Лауреаты Государственной премии Российской Федерации за 2004 год

## Лауреаты в области литературы и искусства
За продолжение и развитие высоких традиций отечественной поэзии
- Белла Ахмадулина (Ахмадулина Изабелла Ахатовна), поэт.

За выдающийся вклад в сохранение мирового культурного наследия, возрождение уникального памятника отечественной архитектуры XIV века — церкви Успения на Волотовом поле под Великим Новгородом, уничтоженного во время Великой Отечественной войны 1941—1945 годов
- Красноречьев, Леонид Егорович, архитектор-реставратор.
- Кузьмина, Нинель Николаевна, архитектор-реставратор.

За талантливое воплощение на оперной сцене образов русской и мировой классики, прославляющее великие традиции отечественной вокальной школы
- Нетребко, Анна Юрьевна, певица.

## Лауреаты в области науки и технологий
За научно-исследовательские разработки и создание оптико-электронного комплекса контроля космического пространства
- Квасников, Александр Юрьевич, генерал-майор, начальник штаба, первый заместитель командующего Космическими войсками.
- Колинько, Валерий Иванович, кандидат технических наук, начальник СКБ-4 научно-технического центра федерального научно-производственного центра открытого акционерного общества «Красногорский завод имени С. А. Зверева».
- Верешкин, Аркадий Евтихьевич, кандидат технических наук, начальник научно-технического комплекса N 57 федерального государственного унитарного предприятия «Научно-исследовательский институт телевидения».

За открытие и исследование уникальных комплексов пазырыкской культуры VI—III веков до нашей эры на территории Горного Алтая
- Молодин, Вячеслав Иванович, академик Российской академии наук, первый заместитель председателя президиума Сибирского отделения Российской академии наук.
- Полосьмак, Наталья Викторовна, доктор исторических наук, главный научный сотрудник Института археологии и этнографии Сибирского отделения Российской академии наук.

За выдающиеся достижения в развитии математической физики
- Фаддеев, Людвиг Дмитриевич, академик Российской академии наук, академик-секретарь Отделения математических наук Российской академии наук.